# Fahr zur Hölle, Schwester!
Fahr zur Hölle, Schwester! (auch: Fahr zur Hölle, Schwester) ist ein Horrorfilm des deutschen Regisseurs Oskar Roehler aus dem Jahr 2002. Die Hauptrollen der rivalisierenden Schwestern sind mit Iris Berben und Hannelore Elsner besetzt.

## Handlung
Claire kehrt als erwachsene Frau in ihr Elternhaus zurück. Sie sitzt seit ihrer Kindheit im Rollstuhl, da sie bei einem Unfall im Alter von sechs Jahren einen Fuß verloren hat. Ihre Schwester Rita kann für sie nur Wut empfinden, da sie damals für den tragischen Unfall verantwortlich gemacht wurde. Rita ist davon überzeugt, dass sie das schreckliche Geschehen von damals nicht verschuldet hat. Als Rita gewahr wird, dass Claire nur zurückgekommen ist, um von der gemeinsamen Mutter Geld für eine Operation zu erbetteln, steigert sich ihre Wut auf die Schwester ins Unermessliche und verwandelt sich in Hass.
Rita beschließt, sich an Claire zu rächen. Sie ist fest davon überzeugt, dass Claire die Verantwortung dafür trägt, dass die Mutter sich nach Claires Unfall von ihr distanziert hat und sie deren Liebe all die Jahre wegen des Verhaltens ihrer Schwester entbehren musste. Sie empfindet ihr Leben als trostlos und unglücklich. So erzählt sie Claire nicht, dass die Mutter vor einiger Zeit gestorben ist, und will auch nicht, dass Claire erfährt, dass diese ihr Testament zugunsten der verhassten Schwester geändert hat.

## Veröffentlichung
Der Film hatte am 9. Oktober 2002 Premiere auf RTL.
Fahr zur Hölle, Schwester! war der letzte Film im deutschen Fernsehen, der entgegen den Empfehlungen der Prüfungskommission der FSF im öffentlich-rechtlichen Fernsehen ausgestrahlt wurde.
Der Film ist Teil der am 21. Juli 2014 von Highlight herausgegebenen „Iris Berben-Collection“, wo er erstmals auf DVD veröffentlicht wurde.

## Mediale Rezeption, Kritiken
Der Film erntete überwiegend vernichtende Kritik in den Medien. Beispielsweise resümierte TV Spielfilm, dass Regisseur Oskar Roehler wohl zwanghaft versucht habe, den Klassiker Was geschah wirklich mit Baby Jane? aus dem Jahr 1962 nachzuahmen, was ihm aber nicht mal im Ansatz gelungen sei. Das Filmportal Kino.de meint, dass man solch eine minderwertige Produktion nur einem Sender wie RTL zutrauen kann und in Anbetracht des Umstandes, dass RTL diesen Film gesendet hat, man vor dem Sender aus Respekt nur den Hut ziehen könne. Die Fernsehzeitschrift prisma sortiert den Film in die unterste Qualitätsstufe ein.

„Kammerspielartiger Psycho-Thriller um ein maliziöses Schwesternduell.“

„Schrilles, überlanges Update von Baby Jane“

„Schund der untersten Schublade […] widerliche Inszenierung, die nicht vor albernen und völlig überzogenen Spletter-Szenen zurückschreckt […] tumbe[n] Story“

Völlig anders sah das Henrik Düker von der Berliner Zeitung, der sogar der Ansicht war, dass dieser „ungewöhnliche Thriller“ […] „auf die große Leinwand“ gehöre, da ein Kinosaal „die perfekte Kulisse“ abgegeben hätte. Fahr zur Hölle, Schwester! sei kein normaler Fernsehfilm, schrieb Düker, es handele sich um „skurilles Kino, manche Einfälle und Szenen würden jedem Trash-Horrfilm alle Ehre machen“. Die „erzählte Geschichte“ dürfe der Zuschauer „getrost vernachlässigen“, sie diene „nur als Folie für all die Absurditäten, aus denen der Film seine Ausdrucksstärke bezieht“. Berben und Elsner sei die Spielfreude „deutlich im Gesicht abzulesen“. Weiter hieß es: „Es sind die Lust an der Übertreibung und der Mut zum Ungewöhnlichen, die diesen Film zu etwas Besonderem machen. […] Eine wahre Meisterleistung, nicht nur aus kosmetischer Sicht.“
Auch die Kritik des Filmdienstes war durchaus positiv: „Dramatisch-drastischer (Fernseh-)Psychothriller um Folgen fehlgeleiteter Mutterliebe und den Hass, der durch Zurückweisung entstehen kann. Hochkarätig besetzt, bietet der Film (in Anlehnung an den US-Klassiker Wiegenlied für eine Leiche, 1964) vor allem die Plattform für eindrückliche schauspielerische Leistungen.“